# アバン＝デ＝ジニュアール3世
アバン＝デ＝ジニュアール3世は、三条陸（原作）と稲田浩司（作画）による漫画及びそれを原作とするアニメ『DRAGON QUEST -ダイの大冒険-』に登場する架空の人物。アニメ版での声優は田中秀幸（1991年版）、櫻井孝宏（2020年版）。
原作の本編では師匠役であるが、特別短編及びスピンオフの『ドラゴンクエスト ダイの大冒険 勇者アバンと獄炎の魔王』（以下、『勇者アバンと獄炎の魔王』）では、主人公である。

## 来歴
勇者アバン
カール王国出身。当時王女のフローラを助けたことが縁で、カール王国騎士団に推薦され入団。秀でた力を隠し平穏に暮らしていたが、カール王国が魔王ハドラー率いる一団に襲われたことがキッカケで、打倒魔王のために旅立つことを決意。当時は青系の鎧に紫色のマントを身に付けていた。友人ロカらとともに、後年見事魔王の討伐を成し遂げる。
本編である『ダイの大冒険』では、短編やかつてを知る者の回想などで部分的に活躍が描かれる程度であるが、後に制作されたスピンオフ『勇者アバンと獄炎の魔王』では、アバンの旅立ちからより詳細に描かれている。
勇者の家庭教師
かつて魔王ハドラーを倒した勇者として登場。31歳。魔王討伐後、「勇者の家庭教師」を称して世界各地で勇者育成業に勤しんでいた。この時期は一貫して装飾の付いた赤い詰襟のスーツを着用している。
パプニカ王国の依頼でデルムリン島に赴き、ダイと出会ってその潜在能力を見抜く。その修行の最中に復活した魔王ハドラーと交戦。ダイ達を救うために自己犠牲呪文メガンテを使用したため死んだと思われていたが、魔王ハドラー討伐に旅立つ際にフローラから「輝聖石のペンダント（後の「アバンのしるし」）」と交換に授かった「カールのまもり」を所持していたことが幸いし、島外にまで吹き飛ばされるも一命を取り留める。
秘かにダイとポップの旅立ちを見ていたアバンは、ダイの潜在能力の高さを見抜き、その成長の足枷となることを厭い、敢えて彼らと同道しなかった。そして、彼自身も自分にしかできない力を身に付けるため、自身の得意とする破邪呪文を極めんと故郷カール王国にある「破邪の洞窟」に挑戦する。
最終決戦でダイ達と合流
レオナ達がミナカトールを使用した時にこれを察知、最終決戦が近いことを知り、洞窟を脱出。その時点で地下150階くらいまで到達しており（本人曰く人間では最高記録）、あらかたの秘術を会得し尽くしたために地上に戻り、ダイ達に合流する。家庭教師時代とは打って変わり、白い詰襟スーツに青いマントを身に付けている。洞窟の深部で呪文の破邪力を極大化する秘術を習得し、バーンの魔力によって閉ざされた扉を、破邪力を極大化させたアバカムの呪文で打ち破っている。かつての宿敵ハドラーの死を汚したキルバーンと死闘を繰り広げて勝ち残り、その後のミストバーン、大魔王バーンとの最終決戦にも参加した。なお、この最終決戦時においては、勇者ダイとの区別のためか作中では「大勇者」とも称された。
最終決戦後は、髭をたくわえた風貌でフローラと共に玉座に座していた。

## 人物
ずば抜けた才気で知られた学者ジニュアールI世の孫で、祖父が亡くなった後はジニュアール家の執事ドリファンに育てられた。一人称は「私」。基本的に穏やかな人柄で人から称えられることはあっても謙遜し、自身の名誉や地位などには全くこだわりを見せず、人当たりの良さもあって彼のことを慕うものは数多い。その人格に加えてハンサムな上に料理も得意であるため、カール王国騎士時代は王宮勤めの女性達からの人気も高かった。一方でサボりの常習犯であるため、兵士からの評判は芳しくなかった。つまらないギャグなど、常に周りを和ませるようなひょうきんな行動が多いが、「能ある鷹は爪隠す」の言葉どおり､それは自身の秀でた能力を隠すためのものである。目下の者が相手でも丁寧語で話すが、「敵」と認識した相手に対してはこの限りではなく、厳しい口調となる。指導に当たったダイやポップ、ヒュンケルら弟子達からは「先生」「アバン先生」と呼ばれ、揺るぐことのない信頼を寄せられている。彼らは通称「アバンの使徒」と呼ばれ、魔王軍にとって最も恐るべき存在に成長していった。
眼鏡をかけているが、実は伊達眼鏡。時折出てくる回想シーンで眼鏡をかけていないのは、魔王ハドラーを倒す旅に出る時に、フローラに預けたからである。
両親についてはあまり触れられていないが、ダイと会った時の服装や髪形は学者であった父親に似せたものであることがスピンオフで語られた。

## 技能・能力
学者の家系（輝聖石の錬成などが代々伝わる）の出で、趣味は料理。武術面では剣・槍・斧・弓・鎖・牙の六種の武器を用いる戦いに精通して、それぞれの奥義を極めるに至り、本人曰く武芸百般。ダイ達が使うアバン流殺法の開祖であり、齢三十足らずでこれらを極めている恐るべき達人。呪文においても相当な知識を有しており、設定上は「攻撃・防御・回復などあらゆるジャンルの呪文を使いこなす」、とされている。実際に作中でも使い手がほとんどいないと言われるドラゴラムやアストロンといった呪文を軽々と使いこなした。作中では使用場面はないものの先述の設定に従えば回復呪文も扱えると思われる。
本来は勇者には習得できない魔法使いや僧侶の呪文などを多数習得しており、劇中では魔法使いにしか使用できないドラゴラムや、賢者にしか使用できない破邪呪文を使いこなしたことから、ポップは「あの人は特別製」と評した。だが、皆既日食の日にのみ使用できる、完全には解明されていない天変地異を利用する大呪法「凍れる時間の秘法」を魔王ハドラーに対して使用した際には、レベルが不足していて完全には制御できず、自分も凍った時間の中に巻き込まれた。
加えて科学・技術にも能力を見せ、発明も得意であり、マァムに贈った魔弾銃（まだんガン）は、噂と書物を元に弾丸ではなく呪文を詰めるというオリジナルの発想を加えて彼が作ったものだが、それを修理することはバダックにはまるで敵わず、「これを作った人は天才」と評された。この他にも様々なアイテムを作り、使用している。
上述のように、他の多くのキャラクターが原作ゲーム版『ドラゴンクエストIII そして伝説へ…』の職業に準拠した能力設定であるのに対し、彼のみが装備品、習得呪文において例外的な設定が成されている。
ダイ達との合流時に、「純粋な戦闘力ならば、今の自分はダイの半分にも満たない」と発言している。しかし、豊富な知識・経験・冷静な判断力など「純粋な戦闘力」ではない力は、ダイたちの大きな助力となった。その力は大魔王バーンをして強く警戒するほどであり、バーンは復活したハドラーに真っ先にアバン抹殺を命じていたほか、最終決戦でもアバンを「瞳」にした際に、「もっとも厄介な男」と発言している。事実、大魔王の側近キルバーンとの対決でも、キル・トラップが術者本人が命令して作動させるタイプの罠だと一見で見抜いてキルバーンを出し抜いたり、激戦の最中に自身が苦しめられたファントムレイザーの用法を瞬時に把握して逆用するなど、その能力は遺憾なく発揮され、これを下している。
また、心身の再鍛錬と破邪呪文の極大化を習得するため、先述の通り破邪の洞窟を150階まで単独で攻略している。大魔王幹部の1人であるキルバーンをほぼ単独で撃破したこと、最初に真バーンと対峙した時点ですぐに「瞳」にされなかったことなどを鑑みれば、この時点でダイ・ポップ・ヒム・ラーハルトという作中最強クラスのメンバーに次ぐ戦闘能力は持っているようである。
ダイ達などと違い武器にはこだわっていないらしく、どこにでもあるようなごく普通のものを使っている。実際、キルバーン戦ではジャッジが使用していた壊れた鎌を槍としてキルバーンに挑み追い込むなど、多芸故にか武器を選ばず実力を発揮できる人間である。またギャグシーンの要素が強いものの、突進の勢いだけで並み居るモンスターたちを吹き飛ばす、あっという間にデルムリン島中を駆け回るなど、体力も凄まじい。
ロカをニブイと言っているが、マトリフ曰く、アバンもフローラの想いに気付かないのでロカ以上にニブイと評している。最終的に、ポップとクロコダインから「漢の責任取らないと」と言われ、フローラと共に王座に就いている。

## 使用した技・アイテムなど

### 武術
アバン流殺法
アバン流刀殺法、アバン流槍殺法など、人が使う様々な武器をアバン自身の戦法に合わせ、剣、槍、斧、弓、鎖、牙の6種類に分けて各々を用い、自身が編み出した武術の数々を極めている。
なかでもアバン流の奥義「アバンストラッシュ」が自身の必殺技として有名であり、弟子ではダイがこれを習得して使用している。過去の回想シーンでは、カウンター技の無刀陣や闘気放出技のグランドクルスなども使用している。ただし、グランドクルスについてはアバンの技をベースにヒュンケルが発展させた技という側面が強く、ヒュンケルのそれはアバンにも真似できないほどの、最大級の闘気放出力を誇る技である（真似できないというより、ヒュンケルのような最大威力のグランドクルスを使った場合、技自体は使用可能でも本人が生き残れる保証がない）。アバンのグランドクルスはヒュンケルのような必殺技としてのものではなく、武器を失った場合の最後の手段としての非常用の技である。
アバンストラッシュ
ハドラーを倒すべくアバンが編み出した奥義で、彼の代表的な技。以下の2パターンが存在する。
A（アロー）
剣を逆手に持ち、振り抜いた剣身から闘気の刃を遠方の敵に撃ち出す。デルムリン島でハドラーへ放った際はイオナズンに威力を殺されてしまったが、戦線復帰後に放った際にはその予想外の威力の高さ故に、キルバーンに「本家本元」と言わしめた。
B（ブレイク）
対象とすれ違いざまに、闘気を込めた刃の一撃を打ち込む。威力はA（アロー）より高いが、捨て身の一撃になってしまう危険性も持つ。勇者時代の魔王ハドラーとの決着の際や、戦線復帰後のキルバーンへのトドメに使用した。
大地斬（だいちざん）
アバン流刀殺法の地の技。強力な斬撃を敵に叩き込む力の技。ダイ本編では、アバンが披露する機会は無かったが、スピンオフ『勇者アバンと獄炎の魔王』で、その習得の経緯と共に使用するシーンが描かれている。
海波斬（かいはざん）
アバン流刀殺法の海の技。スピードを重視した斬撃で、敵の火炎や風の攻撃などを衝撃波で切り裂きながら攻撃できる。デルムリン島でのハドラーとの対戦時に使用したが、当時のアバンの力ではハドラーのベギラマの威力を相殺出来なかった。こちらも後年『勇者アバンと獄炎の魔王』にて、その習得の経緯が描かれた。
空裂斬（くうれつざん）
アバン流刀殺法の空の技。心眼で邪悪な生命体の急所を見抜き、これを光の闘気を込めて撃ち抜く技。ダイ本編では、アバンが披露する機会は無かったが、アバンが編み出した技ということもあり、アバンのキャラクター・プロフィールの得意技の項やオフィシャルファンブックでのアバンの呪文＆特技リストには記載されている。こちらも後年『勇者アバンと獄炎の魔王』にて、その習得の経緯が描かれた。
地雷閃（じらいせん）
アバン流槍殺法の地の技。アバンが編み出した技であるため確実に使えるはずだが、他の槍殺法の技と異なりダイ本編では使用シーンはなく、『勇者アバンと獄炎の魔王』での槍殺法会得時もこの技のみ使用するシーンが描かれなかった。またオフィシャルファンブックのアバンの呪文＆特技リストの項には何故か記載がない。
海鳴閃（かいめいせん）
アバン流槍殺法の海の技。海波斬と同様のスピード重視の技で、チュゴナで武器集団「ベルクス」のメンバーである魔槍のフーガとの戦いの最中に編み出した。ジャッジの異空間からの帰還直後に、キルバーンに放つ。そのスピードは、とても死にぞこないの動きではないとキルバーンを動揺させた。
虚空閃（こくうせん）
アバン流槍殺法の空の技。槍や棒の先端からレーザーのように貫通性の高い闘気を放ち、邪悪な生命体を討つ技。チュゴナでの魔槍のフーガとの戦いの最中、アバンが海鳴閃を編み出した直後に編み出して、フーガの仮面に直撃して、動きを一瞬だけ止めている。作中では、ミストに憑依されたマァムを助ける際に使用した。
地砕輪（じさいりん）
アバン流鎖殺法の地の技。高速回転させた武器に渾身の力を込めて打ち込む。スピンオフ『勇者アバンと獄炎の魔王』にて、怪人島における魔鎖のタークスとの戦いの中で会得した経緯が描かれ、技名も含めて初登場を果たした。
グランドクルス
十字（クロス）を象った物体に闘気を込め、十字型に放つ技。アバンが使用した際は剣の柄を利用して放ち、大岩を切り裂いた。
ヒュンケルは最大の必殺技として使用しているが、元々は武器を失った時に用いる非常用の技としてアバンが教えたもの。ヒュンケルのように全力で放てば、生きていられる保証はない。
こちらも後年『勇者アバンと獄炎の魔王』にて、その習得の経緯が描かれた。
無刀陣（むとうじん）
地底魔城でのハドラー戦で使用した技。相手の一撃を喰らってから反撃するカウンター技であり、アバンはこれとアバンストラッシュを併用してハドラーの胴体を両断し勝利した。ハドラー戦では、アバンはあえて無防備な姿をさらすことでハドラーの攻撃を誘発させた。新アニメ版では、攻撃を喰らうと同時に後退してダメージを減らし、直後に反撃するという描写になっている。
なお、弟子のヒュンケルは後に相手の攻撃を一発受けるだけの余裕もないために、無刀陣を使えない状況に追い込まれた時、これを元に改変した技（先に動いた相手よりも早く攻撃を打ち込む、いわゆる後の先。相手の先をとらねばならないため、武器を拾わず素手で打撃を加えることになるが、代わりに敵に攻撃の勢いを上乗せできる）でヒムを破っている。
カール騎士団の剣技
豪破一刀
カール騎士団正統の構えから繰り出される剣技。『勇者アバンと獄炎の魔王』で、パプニカにおける対キラーマシーン戦でロカと同時に使用。但し、アバンの豪破一刀はロカの同技に比べて、完成度や威力において劣る模様。

### アイテム
魔弾銃（まだんガン）
本物の銃の噂と書物のみを頼りに、アバンが製作した銃。同時に10発の専用弾丸も製作。マァムが弟子を卒業する際、彼女にプレゼントした。弾丸の先端には聖石が使われていて、先端に指を当てて唱えた呪文を中に詰める。詰められる呪文は、弾丸1発につき1回分。呪文を詰めた弾丸を銃に装填して発射することで、中の呪文を相手に向けて撃ち出すことができる。呪文は自分で詰めるほか、マァムが使えない呪文は他人に詰めてもらうことも可能。フレイザードとの戦いの後、氷漬けのレオナを救うため、1発の弾丸に無理矢理2発分の呪文を詰めて撃ち出したため、砲身の半分が破損。かなり複雑な作りらしく、バダックには修理できなかった。この銃が壊れたことが、マァムに武闘家転職を決心させる一因になった。
ゴールドフェザー
アバンが発明した羽状の手裏剣型のアイテムで、先端に魔法力を増幅させる「輝石」を使用している。これを利用して五芒星を形成し「破邪の秘法」を使用することで、その呪文の破邪力を極大化できる。また、これを体に刺すことで短時間相手の体の自由を奪うことができ、キルバーンのような機械人形が相手でも効果がある。
シルバーフェザー
ゴールドフェザーと同時に発明した、同形状のアイテム。先端に魔法力を蓄積させる「聖石」を使用している。魔法力を蓄積しておいた上で、先端を対象者に刺すか持たせるかすれば、魔法力を回復できる。アバン曰く「並の魔法使いの2、3人満タンにできるだけの魔法力がある」との事だが、驚異的なレベルアップを遂げたポップは一本だけでは全快できなかった。最終決戦においてアバンは、その持ち数の半分をレオナに渡した。
ちなみに、マァムが授けられた魔弾銃の弾丸の先端に使われていたのも「聖石」だった。触れて唱えることで、弾丸内に呪文を込めることが出来たのも、そのためであった。
魔法の砂
正式名称はまだない。ルラムーン草という草を材料に、「破邪の洞窟」にいる間に調合したアイテム。敵などに振りかけておく事で、リリルーラを使って追いかける事ができる。言うなれば、敵に対する目印のようなもの。作中ではキルバーンにつけることで、異次元空間から脱出する際に使用した。
ミエールの眼鏡
アバンが「破邪の洞窟」で見つけたアイテム。その名の通り、掛けるとどんな罠も見破る事ができる。かなり独特のデザインをしているが、アバンは非常に気に入ってるらしく、お披露目の際はウルトラセブンのパロディーらしきギャグを披露していた。
輝聖石
ジニュアール家に代々伝わる錬成方法で作られる石。劇中ではチェーンを付けてペンダント状にしてある。アバンは、魔王ハドラーを倒す旅に出る前にこれをフローラに贈り、お返しとして「カールのまもり」を受け取ったほか、のちに弟子達に「卒業のあかし」である「アバンのしるし」として贈った。それほど高い比率ではないが、聖の力を増幅し、邪をはじく効果を持つ。また「輝石」の持つ魔法力の増幅と「聖石」の持つ魔法力の蓄積双方の特性を併せ持つ。
石そのものが出来ても、熟成し効果を発揮するのに時間がかかるため、アバンが破邪の洞窟に入っている間には完成できなかった。簡易版と言うべき「輝石」と「聖石」を作ってゴールド・シルバーの各フェザーに使用したのは、輝聖石を完成させるに到らず、それらを完成させるにとどまったからである。『勇者アバンと獄炎の魔王』においては、アバンが海波斬習得のためスピードを飛躍的に上げるべくマトリフにベタンを輝聖石に詰めてもらい、常時重圧がかかった状態で修行するという荒業に用いられた。
カールのまもり
アバンが魔王ハドラー討伐のために旅立った際に、当時王女だったフローラより賜ったカール王国の宝。中央に宝玉をあしらったペンダントの形状をしている。実は一種の身代わりアイテムで、所有者の命の危機を一度だけ救う事ができる。作中ではアバン自身がメガンテを使った時に、アバンの命の代わりに砕け散った。この身代わりの効果は知られていなかったようであり、生還はアバン本人にも予想外であり、元の所有者のフローラも生きていたアバンを見て、驚きのあまり失神してしまっている。
毒蛾の粉
カール王国騎士時代のアバンが森の毒蛾から調合し、魔王ハドラーとの最初の戦いで使用したアイテム。振りかけることで、モンスターを混乱させ同士討ちさせる効果がある。これによってアバンはカール王宮を直接襲撃してきたハドラー配下のモンスター達を無力化させ、カール騎士団は劣勢をはねかえすことが出来た。
消え去り草
使用すると短時間、姿を消すことのできるアイテム。ウロド平原でのハドラーとの戦いにおいて使用。ブロキーナがハドラーを引き付けている間に傍まで姿を消して近付き、凍れる時間の秘法をハドラーに仕掛けることに成功した。

### 呪文・呪法
- 火炎呪文（メラ[18]・メラミ[18]・メラゾーマ[18][19]）
- 氷系呪文（ヒャダルコ[18][20]）
- 閃熱呪文（ギラ[18]・ベギラマ）
- 真空呪文（バギ[18]）
- 火竜変化呪文（ドラゴラム）
- 自己犠牲呪文（メガンテ）
- 結界無効化呪文（トラマナ）
- 破邪呪文（マホカトール）
- 変身呪文（モシャス）

- 開扉呪文（アバカム）
- 鋼鉄変化呪文（アストロン）
- 合流呪文（リリルーラ）
- 瞬間移動呪文（ルーラ）
- 回復呪文[10]
- 凍れる時間の秘法（不完全のため自分も巻き添えになり、1年あまりで封印が解ける）
- 破邪の秘法
- 魔族の鏡通信呪法[18]（ハドラーがカール城襲撃の予告に使ったのと同じもの。ウロド平原にハドラーを呼び出すために使用）

## アバンの書
アバンが後世のために記した、この世にただ一冊の手書きの本。アバンの母国・カール王国の図書館で、宝箱に入れられ保管されていたが、カール王国が壊滅した後にマトリフによって回収され、ダイたちに渡された。
- 地の章（武芸について）
- 海の章（闘気の技や呪文について）
- 空の章（心について）

上記の3章からなる。この書にはアバン流殺法の極意も記されており、ヒュンケルはそれをもとにアバン流槍殺法と無刀陣を会得している。

また後にダイもノヴァの助けを借りて本書を読み解いてアバンストラッシュのA、Bタイプの違いを知り、それをきっかけとしてアバンストラッシュXを編み出している。

## 補足
- 名前の由来はそのままフランス語の「avant（前の。番組の前置き部分のこと）」。フルネームは連載当時流行していた、ミニ四駆「アバンテJr」を、フランス人の人名風にしている[要出典]。原作者によれば、「物語の導き手っていう意味で名付けた」という。
- アバンがメガンテで死亡したと描かれた回[21]から、連載期間にして5年余りの時を経て再登場[22]を果たしている。アバンが死んだと描かれたシーンでは女性ファンから抗議の手紙が殺到し、原作者は単行本2巻において「女性ファンのパワーに驚きつつ感動した。」とコメントした。5年越しの再登場のシーンでは、アバンが姿を現した回の掲載が1994年の年末であったため、翌年の新年号が出るまで読者は悶々とした正月を過ごしたらしいことが単行本28巻にて語られている。また、後のコンビニコミックでのインタビューでは、キルバーンの登場（単行本8巻）が決定しなければアバンの復活はなかったと語った。加えてテレビ番組での対談においては「1年の連載予定だった本作が、2年目以降の続けられることが決定した際に、復活の可能性については思案していた」と明かしている[要出典]。
- モデルは当時の『週刊少年ジャンプ』編集者の近藤裕[23]。